# Depo Hostivař metróállomás
Depo Hostivař egy metróállomás Prágában a prágai A metró vonalán.

## Szomszédos állomások
A metróállomáshoz az alábbi állomások vannak a legközelebb:
- Skalka (Nemocnice Motol)

## Átszállási kapcsolatok
| A (Nemocnice Motol ↔ Depo Hostivař) |                                        |                         |
| Állomás                             | Átszállási kapcsolatok                 | Fontosabb létesítmények |
| Depo Hostivař                       | 163, 208, 223, 229, 364, 366 5, 95 P+R |                         |